# Wissant
Wissant é uma comuna francesa na região administrativa de Altos da França, no departamento de Pas-de-Calais. Estende-se por uma área de 12,79 km². Em 2010 a comuna tinha 914 habitantes (densidade: 71,5 hab./km²).